# Зеленоградское благочиние
Зеленоградское благочиние — благочиние Северо-Западного викариатства Московской епархии Русской православной церкви, объединяющее храмы и приходы в Зеленоградском административном округе города Москвы.
Благочинный — протоиерей Константин Михайлов, настоятель храма святителя Николая Мирликийского в Зеленограде.

## Храмы благочиния
- Храм святителя Николая Мирликийского (Никольская церковь, церковь Николая Чудотворца) — 5-й микрорайон, Никольский проезд — главный храм Зеленоградского благочиния.
- Храм святителя Филарета (Филаретовская церковь) — 10-й микрорайон, Филаретовская улица.
- Храм святого благоверного великого князя Александра Невского — коммунальная зона «Александровка» (рядом с 14-м микрорайоном).
- Храм преподобного Сергия Радонежского — 16-й микрорайон, Панфиловский проспект.
- Храм святого великомученика Георгия Победоносца — 17-й микрорайон, Георгиевский проспект.
- Храм Всех Святых — центральное городское кладбище в Восточной коммунальной зоне.
- Часовня преподобного Лазаря Четверодневного — городское кладбище в Рожках.

### Планируемые
- Храм иконы Божией Матери «Скоропослушница»[1] — 10-й микрорайон, Филаретовская улица, рядом с действующим деревянным храмом святителя Филарета.
- Храм Архистратига Михаила[1] — 16-й микрорайон, рядом с действующим деревянным храмом преподобного Сергия Радонежского. Освящение закладного камня состоялось 18 июля 2016 года[2]. Изначальный проект нового храма был рассчитан на 1540 прихожан[3]. Впоследствии после отказа основных изначальных инвесторов (строительной группы компаний «Сапсан» и благотворительного фонда «Иваново дело») от финансирования стройки был представлен полностью новый проект, менее дорогой и рассчитанный на 750 прихожан[4].
- Храм Троицы Живоначальной[1] — на территории будущего 21-го микрорайона, проезд 687.

Предполагалось строительство ещё двух храмов: храма у Быково болота (1-й микрорайон), проект которого был признан нецелесообразным из-за многочисленных возражений жителей соседних домов, и храма на берегу Малого городского пруда (Южная промышленная зона), проект которого был отклонен, поскольку участок находился на особо охраняемой природной территории в водоохранной зоне реки Сходня.

## Галерея

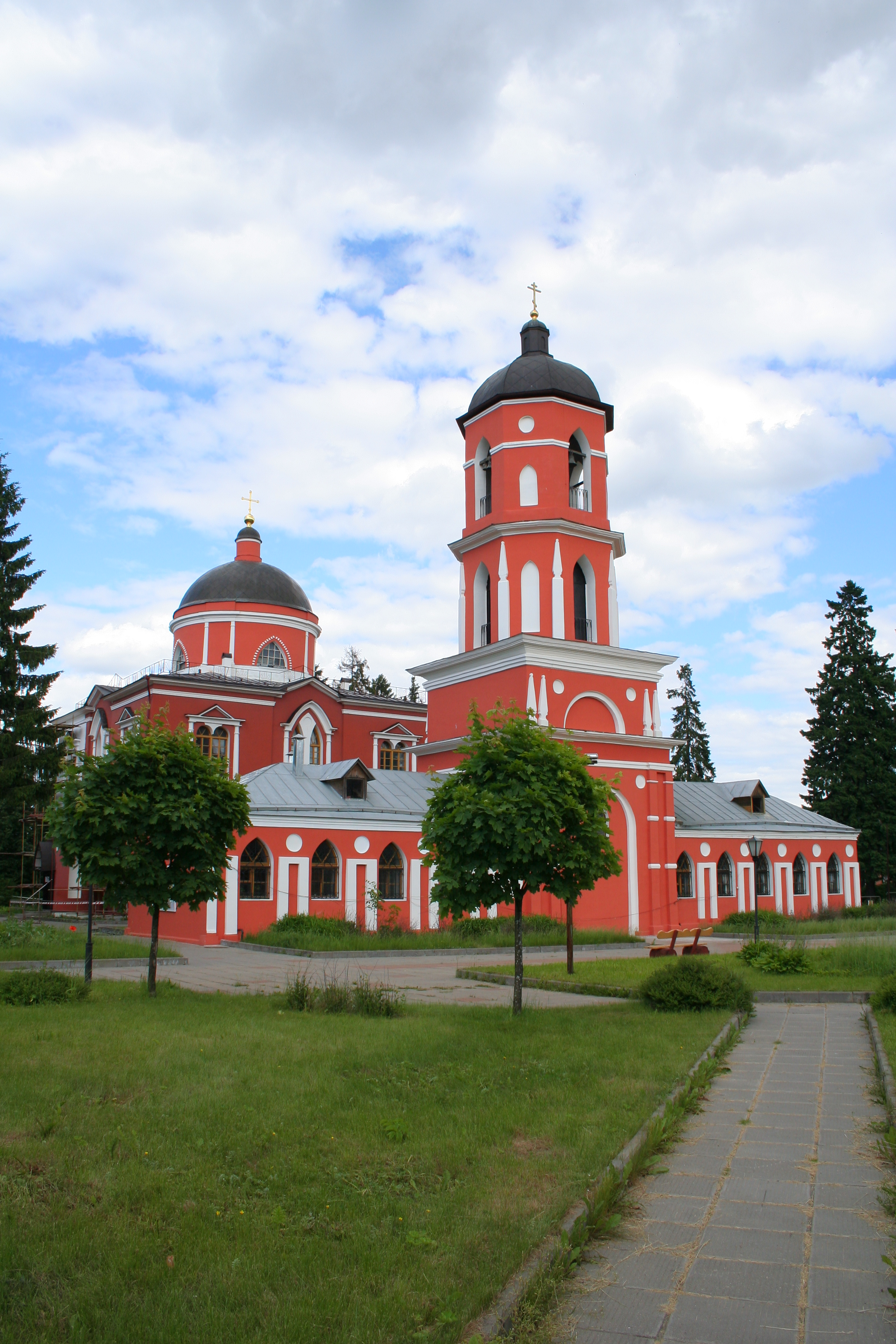
Храм святителя Николая Мирликийского
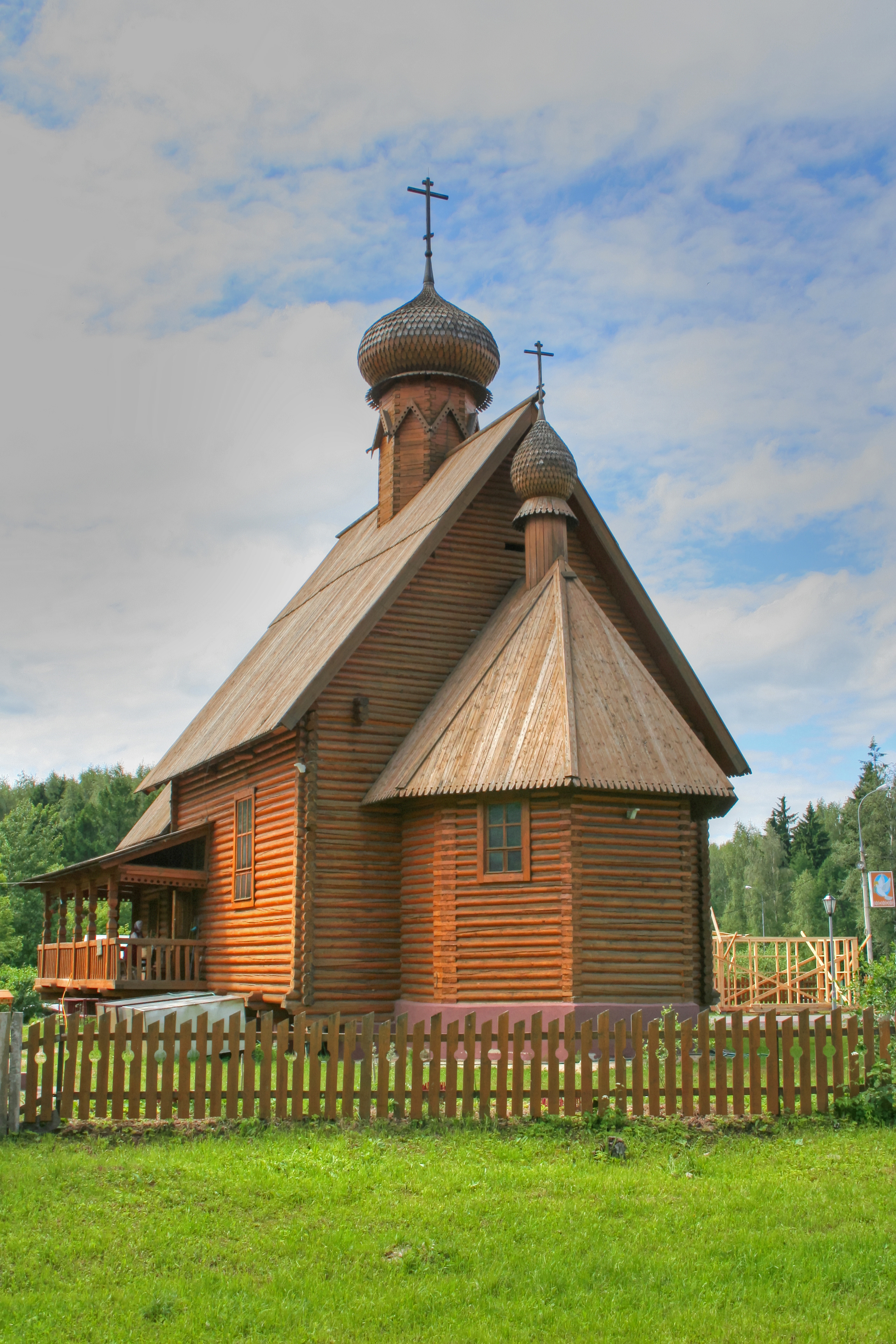
Храм святителя Филарета
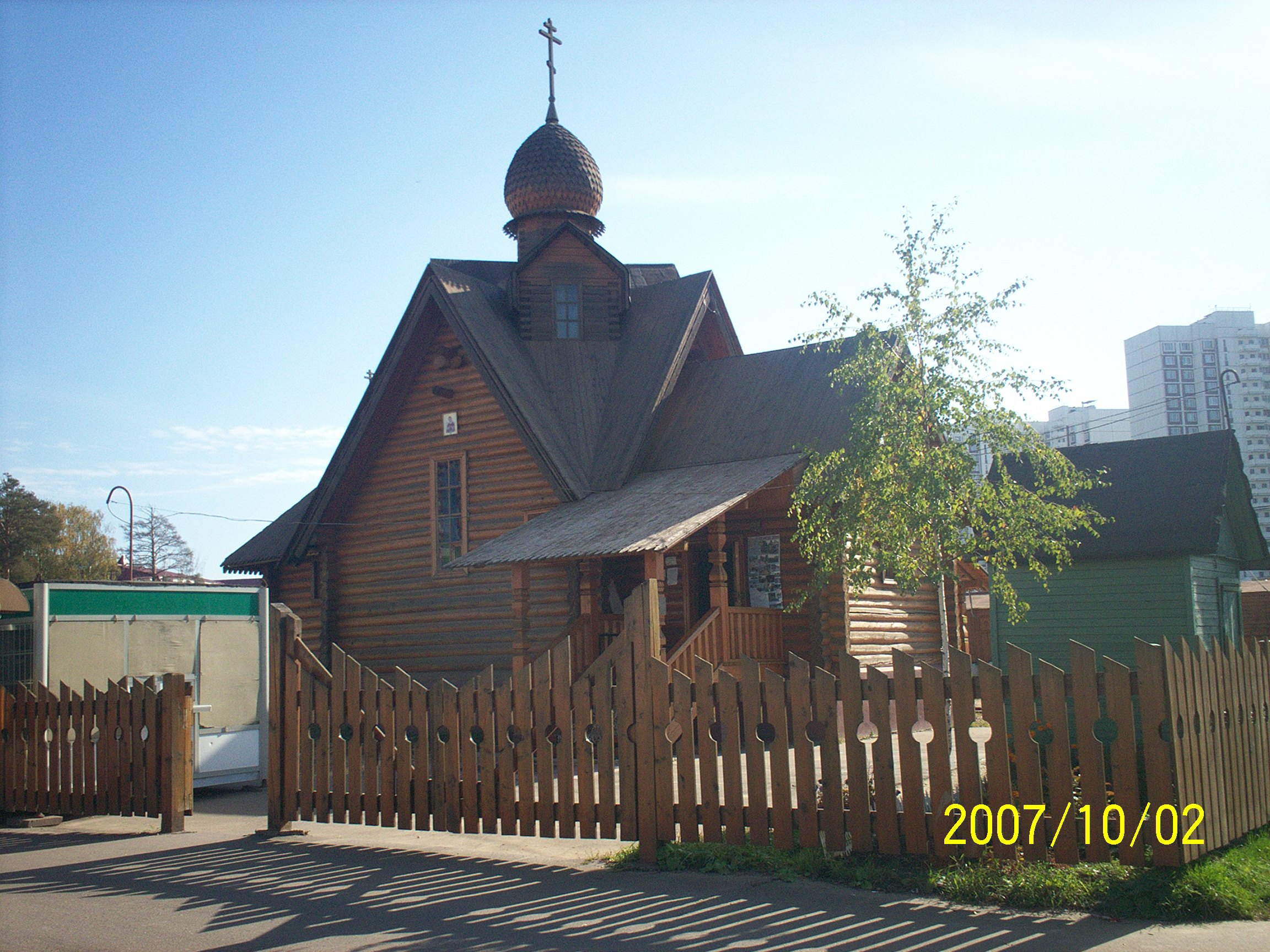
Храм преподобного Сергия Радонежского